# Джон Мур (1990)
Джон Керролл Мур, мл. (англ. John Carroll Moore, Jr.; 19 листопада 1990, Віннетка, США) — американський хокеїст, захисник. Виступає за «Анагайм Дакс» у Національній хокейній лізі.
Виступав за «Кітченер Рейнджерс» (АХЛ), «Колумбус Блю-Джекетс», «Спрингфілд Фелконс» (АХЛ), «Нью-Йорк Рейнджерс».
В чемпіонатах НХЛ — 230 матчів (9+31), у турнірах Кубка Стенлі — 33 матчі(0+3).
У складі національної збірної США учасник чемпіонату світу 2015 (9 матчів, 0+1).
Досягнення
- Бронзовий призер чемпіонату світу (2015)